# بايرون وونغ
بايرون وونغ هو منتج أسطوانات وملحن ومخرج كندي، ولد في 10 يناير 1971 في فانكوفر في كندا.

## وصلات خارجية
- بايرون وونغ على موقع IMDb (الإنجليزية)
- بايرون وونغ على موقع ألو سيني (الفرنسية)
- بايرون وونغ على موقع أول موفي (الإنجليزية)
- بايرون وونغ على موقع أول موفي (الإنجليزية)
- بايرون وونغ على موقع قاعدة بيانات الأفلام السويدية (السويدية)
- بايرون وونغ على موقع كينوبويسك (الروسية)